# Willi Hupfeld
Willi Hupfeld (* 21. November 1914 in Dortmund; † unbekannt) war ein deutscher Radrennfahrer und nationaler Meister im Radsport.

## Sportliche Laufbahn
Hupfeld war im Straßenradsport aktiv. 1934 gewann er das traditionsreiche Eintagesrennen Rund um Köln bei den Amateuren. 1935 kam er bei Rund um die Hainleite hinter Fritz Scheller auf den 2. Platz. 1936 gewann er mit dem RC Wanderer die nationale Meisterschaft im Mannschaftszeitfahren. Im Einzelrennen wurde er Vizemeister hinter Fritz Scheller. Im Etappenrennen Berlin–Warschau wurde er Dritter, ebenso in der Harzrundfahrt. Von 1938 bis 1939 war er Berufsfahrer. Hupfeld startete 1939 in der Deutschland-Rundfahrt im Radsportteam Wanderer, beendete das Rennen jedoch nicht.